# Provincial-Lexicon over Dannemark
Provincial-Lexicon over Dannemark er titlen på et topografisk opslagsværk, udgivet 1778 af Hans Holck. Den er en af de tidligste forløbere for J. P. Trap's klassiske værk Statistisk-topografisk Beskrivelse af Kongeriget Danmark, 1858-1860 og en uvurderlig kilde til byer og områders befolkning, bebyggelse, erhverv m.m. i det 18. århundrede.
Den fulde titel er: Provincial-Lexicon over Dannemark og Hertugdømmerne Schlesvig og Holsteen indeholdende geographisk og chorographisk Beskrivelse over Stifter, Amter, Herreder, Sogne, Stæder, Kiøb-stæder og Landsbyer, Herregaarde, Slotte, Fæstninger, Sunde, Floder, Søer, Høie etc., med kort dog fuldstændig Efterretning om deres geographiske, oeconomiske og politiske Forfatning, i Form af en Ordbog. Uddraget af de bedste Skrifter. Kbhvn. Trykt hos M. Hallager paa Samlerens eget Forlag 1778.